# سباق جوي

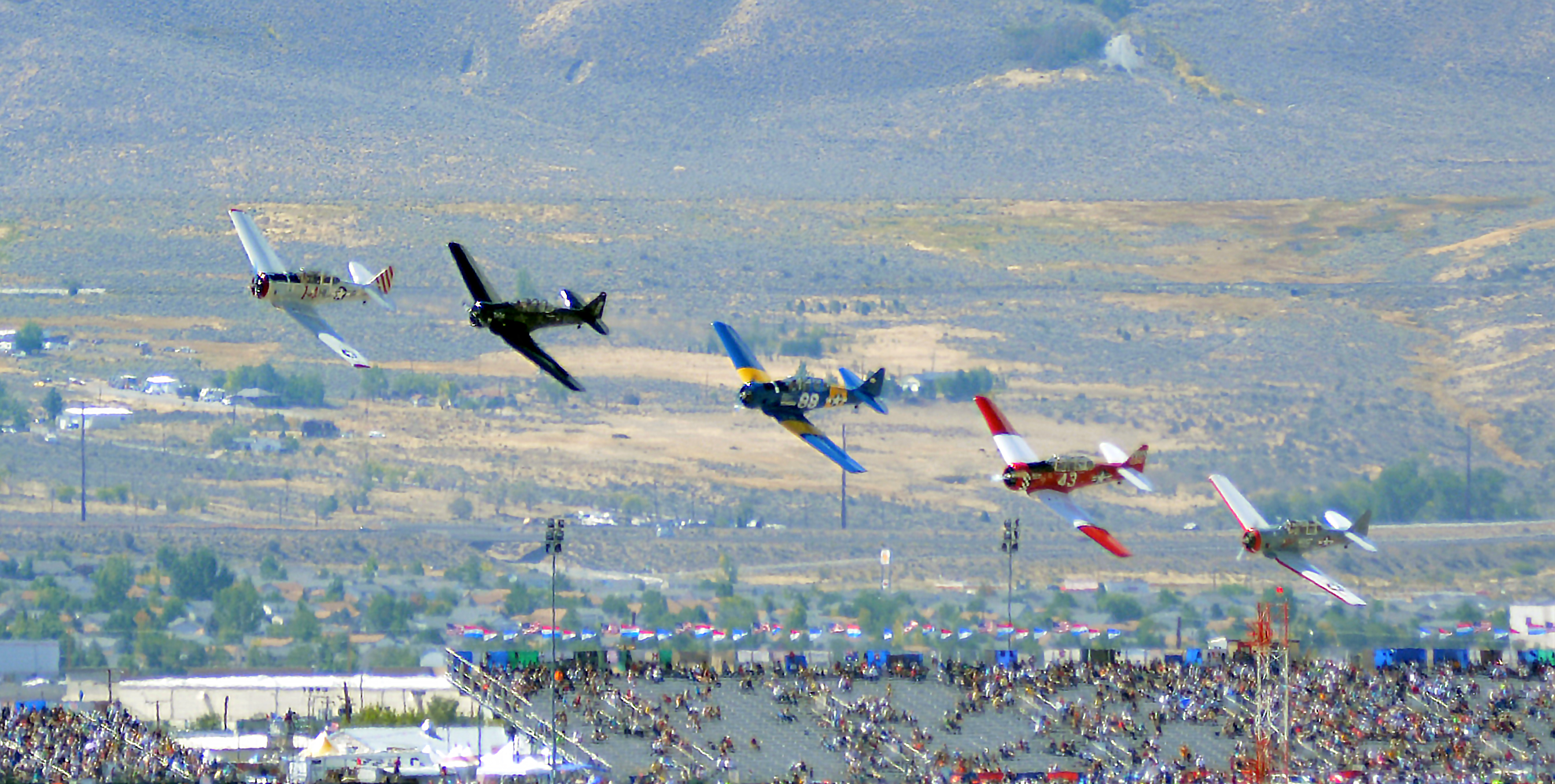

السباق الجوي هو نوع رياضة محركات التي تتضمن طائرات أو أنواع أخرى من المراكب الجوية التي تتنافس على مسار ثابت، حيث إما أن يعود الفائز بأقصر وقت، أو الذي يكمله بأكبر عدد من النقاط، أو يقترب من الوقت المقدر مسبقًا.